# Abadía de San Bavón
La abadía de San Bavón fue una construcción benedictina —actualmente  en  ruinas— en la ciudad de Gante, Bélgica.

## Historia
Construida durante la primera mitad del siglo VII, está situada entre las calles Voorhoutkaain y Spaniaardstraat. Su  fundador fue san Amando de Maastricht que llegaba a la ciudad proveniente de Aquitania e hizo varias conversiones con sus predicaciones.Entre sus conversiones está la del santo Bavón que habitó en ella durante un tiempo y , por ello, se la conoce con su nombre.
En el siglo IX, los normandos destruyeron parcialmente el edificio. Arnold el Viejo, conde de Flandes ordenó las reparaciones en el año 941.
El emperador alemán Otón II vio la abadía como un punto estratégico de defensa sobre el río Escalda (la antigua frontera entre el Sacro Imperio Romano Germánico y Francia Occidental) en su eterno conflicto con Luis V de Francia.
La abadía custodió entre los siglos  X y XI tres reliquias de San Pancracio (pierna, costillas y médula).
Y tras las revueltas de 1539 contra el emperador Carlos V, este decidió construir en su lugar una ciudadela, por lo que se hubo que demoler gran parte de la abadía.

## Actualidad
En la actualidad lo que queda de la antigua abadía de san Bavón alberga el "Museo de lápidas". Aún pueden apreciarse los arcos del antiguo claustro, del siglo XII, la sala capitular del siglo XIII, el lavatorio edificado en 1179 con planta octogonal. Destacan además los pavimentos amosaicados.
También se usa como teatro al aire libre donde antes estaba el altar de la iglesia ahora hay un escenario.

## Museo de las lápidas
Entre éstas se encuentran lápidas de personas destacadas junto a otras de gente sencilla:
- la del sepulcro de Hubert van Eyck, hermano del famoso pintor Jan van Eyck.
- la de un castellano de Gante llamado Hugo con su estatua
- el mausoleo de Jan de Cléves
- la estatua de un guerrero desconocido del 1338.

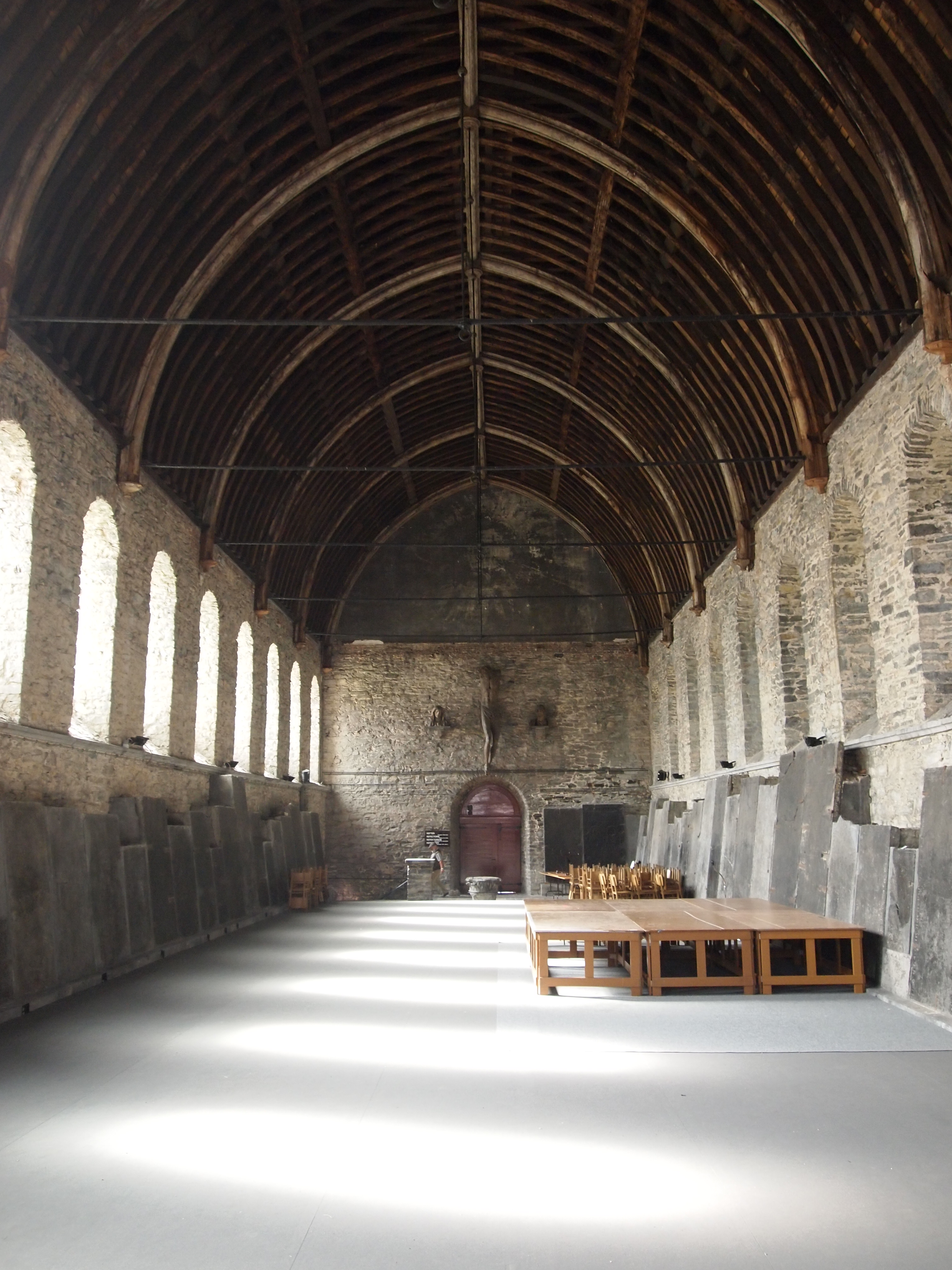
Refectorium
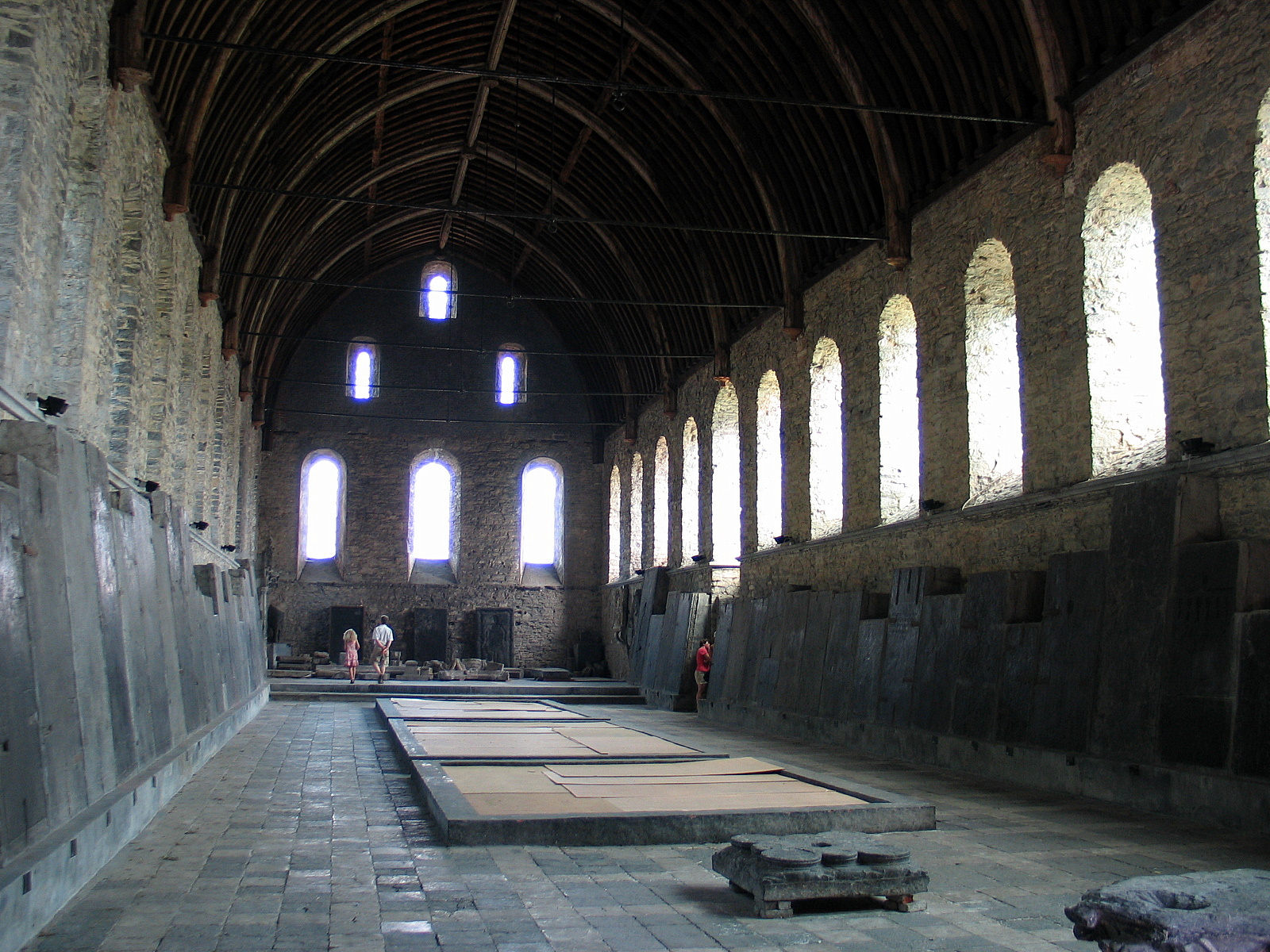
Museo de las lápidas
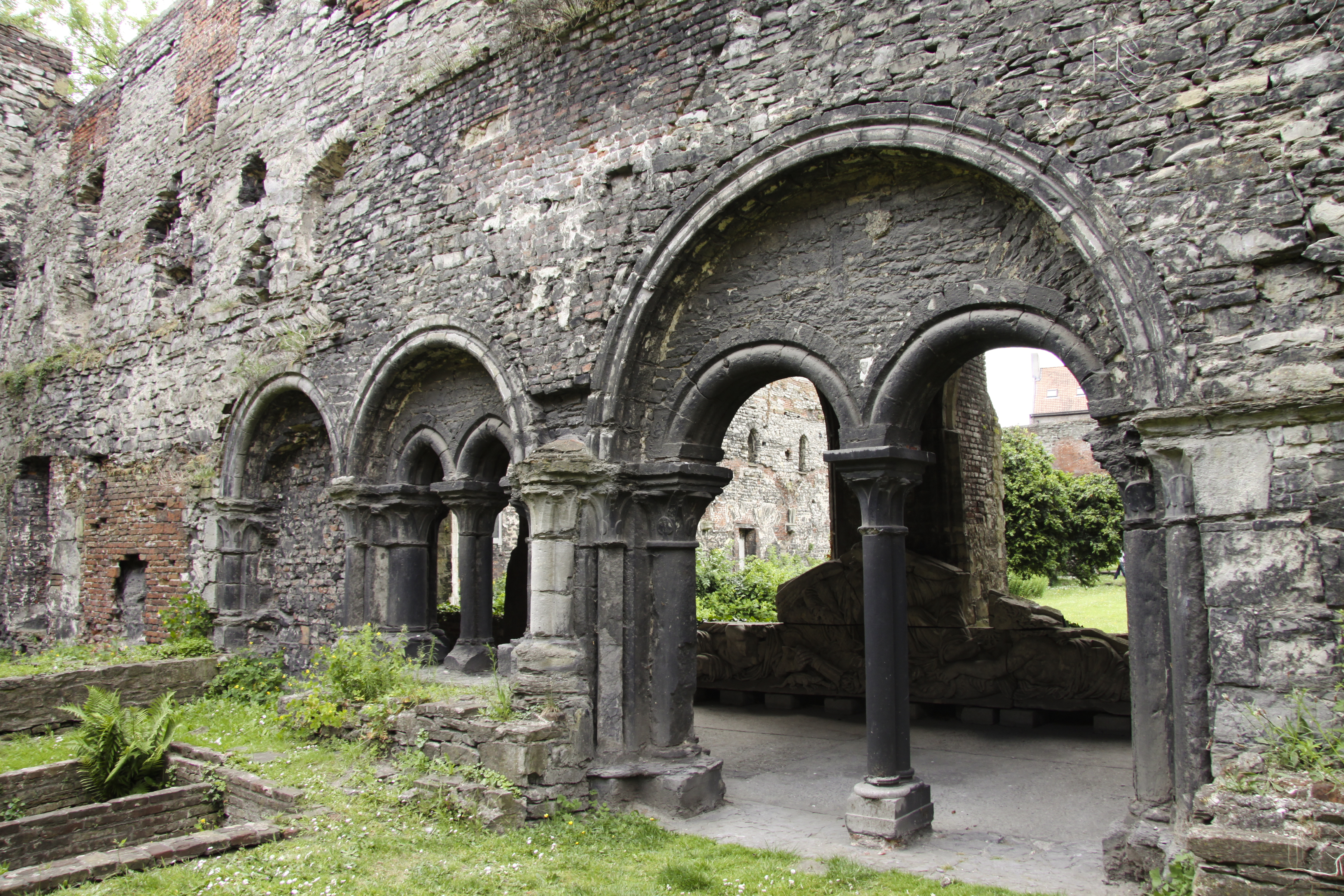
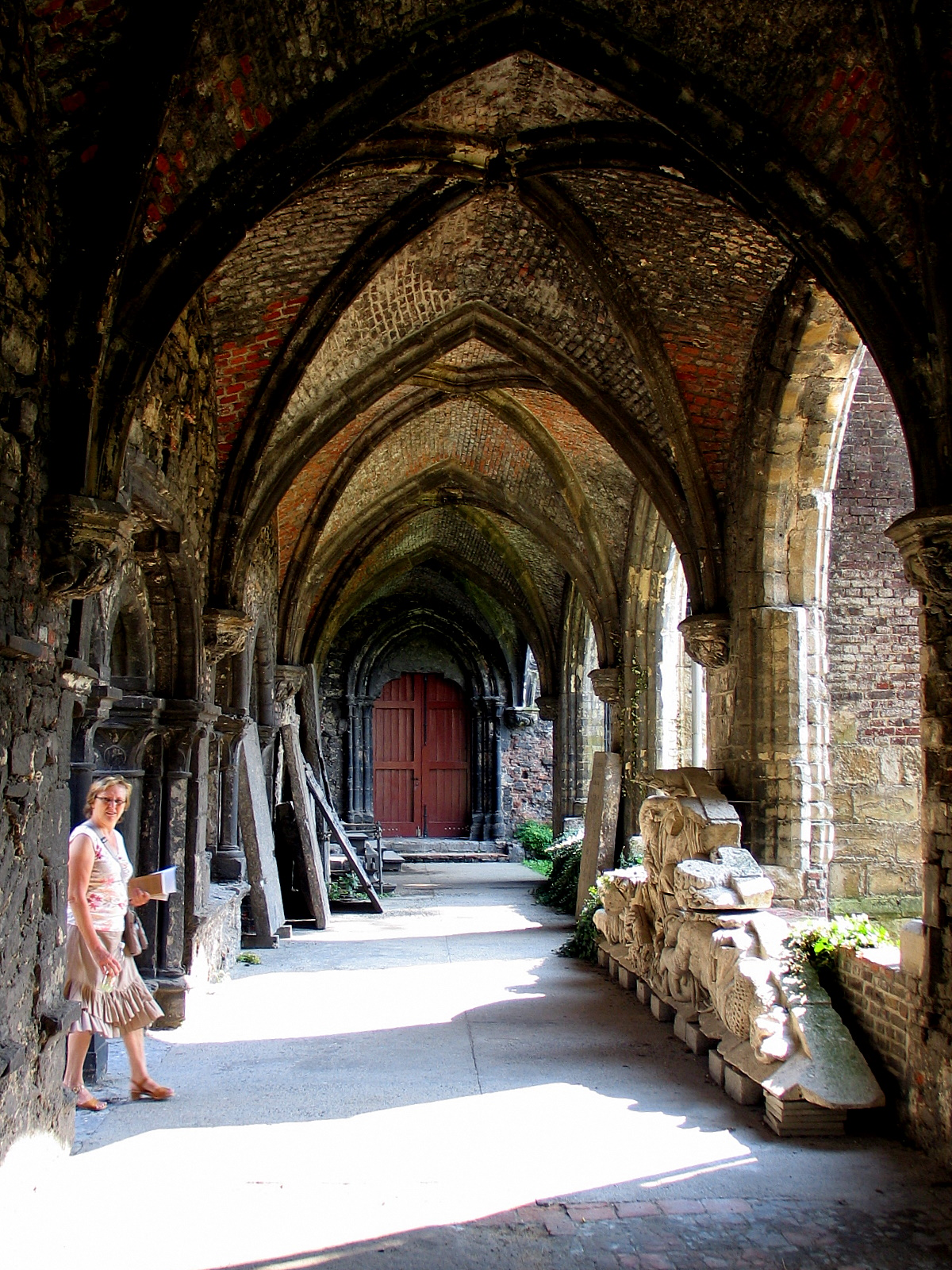
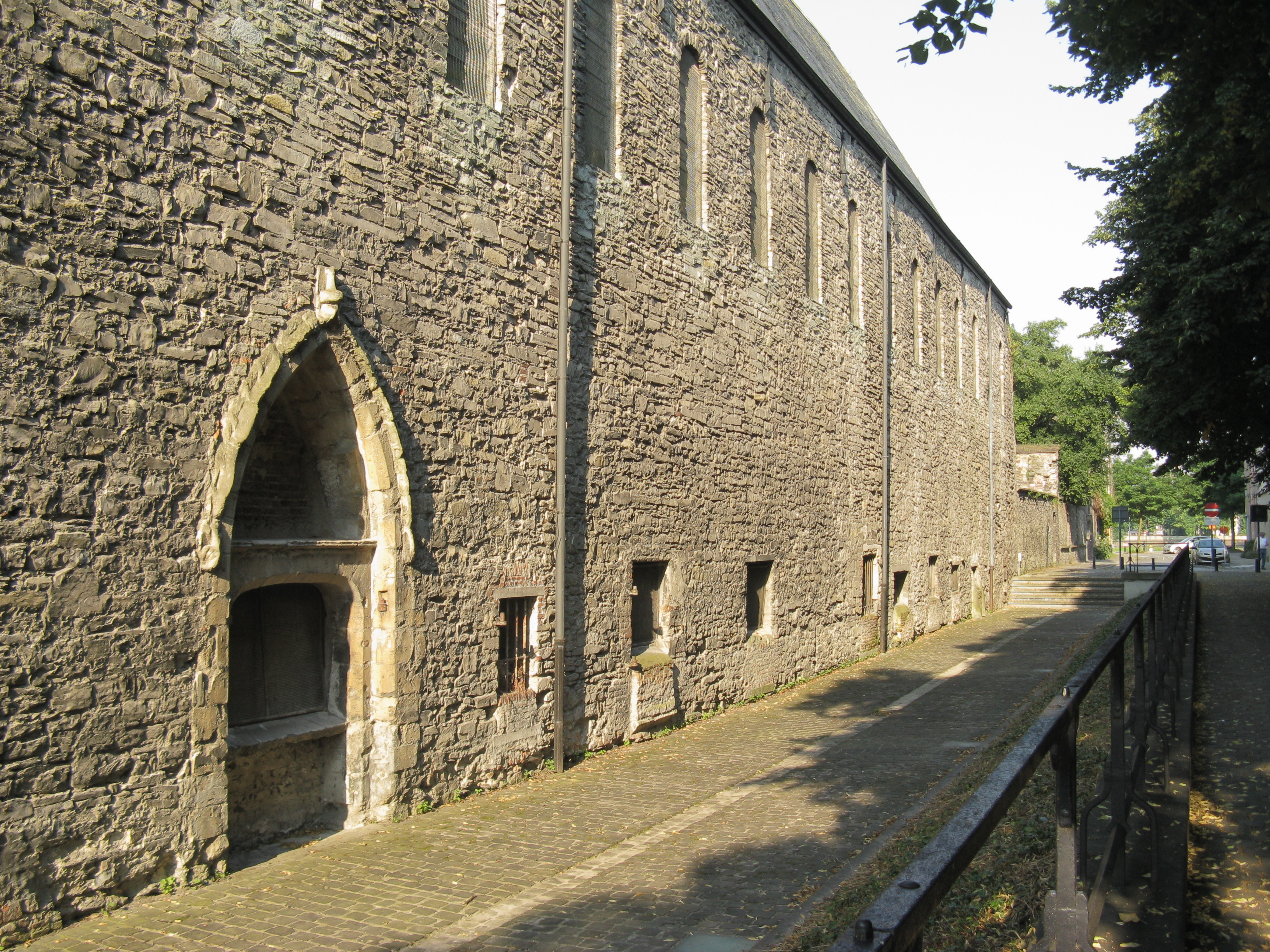